# Algemene Nederlandse Spraakkunst
De Algemene Nederlandse Spraakkunst (ANS) is een uitvoerige beschrijving van de Nederlandse grammatica. De eerste editie van de ANS verscheen in 1984 bij Wolters-Noordhoff. De boekversie van deze (en latere) edities telt meer dan 1700 pagina's. De tweede herziene editie verscheen in 1997 onder eindredactie van Walter Haeseryn, voormalig universitair docent Nederlandse Taalkunde aan de Radboud Universiteit, en met medewerking van tientallen neerlandici uit Nederland en Vlaanderen. Deze editie kwam in 2002 online beschikbaar als e-ANS. In 2021 werd de derde herziene editie uitgegeven.
De redactie, het beheer en de instandhouding van het project is in handen van de stichting Algemene Nederlandse Spraakkunst, die bestaat uit de auteurs en financiers van de ANS: de Nederlandse Taalunie en de Radboud Universiteit. De herziening van de derde editie van de Algemene Nederlandse Spraakkunst wordt uitgevoerd door het Instituut voor de Nederlandse Taal. Betrokken medewerkers van dat instituut zijn onder andere Frank Landsbergen, Maaike Beliën en Kathy Rys.